# Enoplognatha testacea
Enoplognatha testacea es una especie de araña araneomorfa del género Enoplognatha, familia Theridiidae. Fue descrita científicamente por Simon en 1884.
Habita desde Europa del Sur y Central a Asia Central.